# Philippe Ségur
Pour les articles homonymes, voir Ségur (homonymie).
Œuvres principales
- Métaphysique du Chien  (2002)
- Poétique de l'égorgeur (2004)
- Vacance au pays perdu (2008)
- Le rêve de l'homme lucide (2012)
- Le Chien Rouge (2018)

Philippe Ségur est un universitaire et écrivain français né en 1964 à Lavaur (Tarn). Il partage son temps entre Toulouse et les Pyrénées-Orientales. Son œuvre littéraire qui accorde une large place à l'imaginaire et à l'humour décrit un univers assez noir dans lequel les personnages tentent de percer l'illusion des apparences dans une recherche intransigeante de vérité. Au fil de ses œuvres, il s'est imposé peu à peu comme un écrivain de la quête de soi,, mais aussi comme un spécialiste de l'humour tendance "féroce" et un observateur aigu de la société actuelle.

## Biographie
Philippe Ségur commence à écrire à l'adolescence, notamment un journal intime qu'il déclare avoir détruit régulièrement. Sa première nouvelle écrite à l'âge de onze ans paraît dans un magazine de la presse enfantine,.
Il exerce d'abord de petits métiers (veilleur de nuit, employé de presse, ouvrier agricole, vendeur, illustrateur…) avant de soutenir sa thèse de doctorat en droit et de devenir professeur d’université sans pour autant cesser d’écrire. Il attendra cependant l’âge de trente-huit ans pour publier son premier roman après avoir essuyé un grand nombre de refus.
Il conçoit ses deux activités, universitaire et littéraire, comme se nourrissant l’une l’autre : "L’écriture universitaire implique une rigueur qui m’est utile dans la construction romanesque. J’ai besoin de cadres et de contraintes pour chercher et trouver la liberté", a-t-il pu déclarer. Il interrompt néanmoins sa carrière universitaire de 2006 à 2008 pour se consacrer à l’écriture avant de retourner à l’enseignement par "besoin de [se] replonger dans un contexte social".
Amateur des Doors, de Placebo, de Depeche Mode et de Nirvana, il crée en 2006 avec le peintre et musicien multi-instrumentiste Bruno Foglia – qui apparaît dans son roman Le Chien Rouge – un spectacle de lectures musicales qu’ils jouent notamment à la Cave poésie à Toulouse, aux Petites Fugues de Franche-Comté et au Club 44 en Suisse en novembre 2009.
Il a été membre du jury du Prix du Jeune Écrivain de 2005 à 2012 et chroniqueur littéraire pour le journal L’Indépendant (Groupe Sud-Ouest) de 2012 à 2013.
Il a, par ailleurs, été proche d’Arnaud Desjardins, enseignant de l’Advaïta Vedanta, auquel il reconnaît sa dette sur le plan spirituel.

## Carrière universitaire
En 1993, il soutient une thèse de droit sur les relations entre le pouvoir politique et le temps.
En 1994, il devient agrégé des facultés de droit.
Il enseigne le droit constitutionnel et les libertés fondamentales, et le droit d'internet au M1 à l'université de Perpignan Via Domitia.

## Œuvres

### Romans

#### Métaphysique du chien
Son premier roman, Métaphysique du Chien, d’abord refusé par quatorze éditeurs, paraît fin août 2002 chez Buchet-Chastel. Qualifié par la critique de "récit burlesque", "d’album illustré", d’"enquête sauvage et drôle", l’histoire tient avant tout du récit initiatique et humoristique. Dans un quartier pittoresque du vieux Toulouse, un jeune homme décide de devenir le disciple de son chien, de suivre ses leçons de sagesse et de vivre avec lui dans un cagibi d’escalier. Le sujet, qui débute par l’empoisonnement malveillant de l’animal, est tiré d’un fait réel dont Restif de la Bretonne a témoigné dans Les Nuits de Paris au XVIIIe siècle et que Ségur transpose au XXe siècle. Bien que certains y aient vu le récit d’"une métaphysique concrète et ambulatoire", il s’agit surtout, selon l'auteur, d’"un livre drôle sur un sujet sérieux qui est l’incommunicabilité, la difficulté pour deux individus à se rencontrer et à parler le même langage".
Défendu par Michel Tournier, le livre obtient le prix de l’émission "Culture et dépendances" animée par Franz-Olivier Giesbert sur France 3. Il a également obtenu le prix Thylde-Monnier de la Société des Gens de Lettres, le prix du Rotary International, le prix de la Rochefoucauld et le prix Renaudot des lycéens 2002. Il se classera finalement en vingt-septième position du palmarès des meilleures ventes de premiers romans.

#### Autoportrait à l'ouvre-boîte
Autoportrait à l’ouvre-boîte (2003) décrit les vingt-quatre dernières heures d’un jeune homme qui a décidé de se suicider, récit entrecoupé par le manuscrit qu’il est en train d’écrire. C’est ici le conditionnement familial – injonction, malédiction ou schéma de répétition – qui vient remettre en cause la conviction du personnage, Marc Flanders, d’accomplir, en mettant fin à ses jours, un acte suprême de liberté à la manière stoïcienne. Sans se départir d’un humour qui ici devient noir, l’auteur mène une "réflexion sur le déterminisme, le poids du passé et la part de choix qui préside aux libertés de chacun".

#### Poétique de l'égorgeur
Dans Poétique de l’égorgeur (2004), Nils Immarskjöld Dugay, un universitaire menant une vie bourgeoise et tranquille, voit Yagudin, le personnage terrifiant dont il raconte tous les soirs les histoires imaginaires à ses deux petites filles, surgir dans la réalité pour le déposséder de son métier, de ses amis, de sa famille et, pour finir, de son identité. Ce roman que l’auteur situe pour la seconde fois à Toulouse, au moment de la catastrophe industrielle d’AZF, interroge à nouveau la question de l’identité à travers un récit à la structure complexe, émaillée d’éléments symboliques empruntés notamment à la mythologie nordique et aux sagas scandinaves, tout en laissant une part importante au suspense et à l’humour. Qualifié de "thriller gothique", de "réflexion sur la puissance de l’imagination", de "conte fantastique confit d’humour noir", Poétique de l’égorgeur a obtenu le Prix France Bleu, le prix Helbéa et le prix Ronsard. Il sera sélectionné pour le prix Renaudot qui sera finalement décerné à Irène Némirovsky.

#### Seulement l'amour
Seulement l’amour (2006) est un "conte dickien" dans lequel un neuropsychiatre de l’hôpital Cochin se découvre la faculté de remonter dans le temps et de revivre son premier amour à la condition toutefois de n’être que le témoin de ses pensées et de ses gestes passés. À la lisière du fantastique, ce roman se présente comme une nouvelle exploration de la problématique du double qui traverse les livres précédents et revient sur celle du déterminisme : la première relation amoureuse se présente dès lors comme "un amour constitutionnel, qui ne cessera par la suite d’être remanié par d’incessants décrets et amendements".

#### Écrivain (en 10 leçons)
Écrivain (en 10 leçons), paru en 2007, est un 'antimanuel du romancier. Philippe Ségur y raconte sur un mode burlesque marqué par l’humour de Woody Allen et de Gotlib les étapes qui jalonnent le parcours d’un écrivain débutant. Son personnage, Phil Dechine, arrogant, insupportable et gaffeur, veut entrer en littérature, parce qu’il a échoué dans la carrière de superhéros. Après avoir évoqué les sources enfantines de cette vocation, il va découvrir successivement le monde de l’édition, les journalistes, les prix littéraires, la télévision, les salons du livre, les lecteurs, et jeter un regard empreint de dérision sur le rapport névrotique que l’auteur entretient avec son œuvre.

#### Vacance au pays perdu
Vacance au pays perdu (2008) est un road book corrosif dans lequel un graphiste dépressif, hypocondriaque et végétarien décide de "rompre avec le système" et de partir à l’aventure en Albanie avec son meilleur ami que l’on ne connaîtra que par le sobriquet de "mon cricri". Ce duo à la Bouvard et Pécuchet entend en finir avec la société de consommation, mais la virée des deux bobos tourne à la catastrophe. En fait d’exotisme, ces champions de l’intolérance et de la bêtise ne trouveront que leur propre vide intérieur et leur périple jalonné de mésaventures sera l’occasion de mesurer à quel point ils sont prisonniers du monde qu’ils rejettent, de ses jugements de valeurs et de ses truismes comme de banals touristes en goguette.

#### Le Rêve de l'homme lucide
Le Rêve de l’homme lucide (2012) est un livre qui mêle autobiographie et fiction. Son personnage principal, Simon Perse, est un professeur d’université et écrivain en pleine crise de la quarantaine qui se découvre atteint d’agrypnie : une maladie grave au pronostic fatal qui le prive totalement de sommeil et provoque des hallucinations. Le dédoublement vécu par Simon Perse entre l’illusion et la réalité renvoie dans ce texte à un jeu de miroir littéraire : le lecteur lit l’histoire d’un personnage qui écrit lui-même le livre qu’on a entre les mains. "Tout ce qui est écrit arrive et tout ce qui arrive est écrit", prévient l’auteur avant de le démontrer dans une intrigue mouvementée où l’humour reste fortement présent.

#### Extermination des cloportes
Extermination des cloportes (2017) marque, dans une veine d’humour loufoque, le retour du personnage de Phil Dechine, cette fois prénommé Don en hommage à Don Draper, le héros de la série télévisée Mad Men. "Fable satirique au style débridé", ce roman décrit les avanies d’un professeur de lycée qui se rêve écrivain sans être capable d’écrire une ligne et dont les phantasmes de grandeur se heurtent aux vicissitudes de la réalité. Personnage "à la fois mégalomane, pompeux, versatile et paranoïaque", Don Dechine tient du Ignatius O’Reilly de La Conjuration des imbéciles. Sa désinvolture et son optimisme semblent "vouloir persister envers et contre tout, y compris quand l’existence des protagonistes tourne objectivement au cauchemar". Ce roman léger et tendre est un hommage aux rêveurs et aux malchanceux qui refusent la banalité du monde et le prosaïque quotidien.

#### Le Chien Rouge
Le Chien Rouge (2018) se présente comme le manuscrit qu’un écrivain et professeur de droit, Peter Seurg, anagramme transparent de Ségur, a laissé à un ami peintre avant de disparaître. Individu en révolte, entier, intransigeant et épris d’absolu, Peter Seurg se lance, à l’issue d’un burn-out, dans une expérience de la rupture à tous les sens du mot – sentimentale, sociale et politique. Sa rébellion qui lui fait notamment rencontrer la communauté des burners, le conduit peu à peu sur des pentes dangereuses : psychotropes sur ordonnances, alcool, drogues dures. L’écriture, comme dans les romans précédents, semble un moment pouvoir sauver le protagoniste, mais cette fois, c’est de sa vie qu’il s’agit. Au moment où Seurg prend conscience des failles intimes qui déterminent son comportement et son attraction pour l’abîme, son corps le lâche : décompensation psychologique, pharmaco-dépendance, malaises cardiaques, amnésie… Ce roman est le premier où l’humour est pratiquement absent – à l’exception d’une scène cinglante où le personnage exécute des étudiants ignorants dans une université livrée au chaos révolutionnaire. La critique sociale et politique, déjà annoncée dans Poétique de l’égorgeur et surtout dans Le Rêve de l’homme lucide, y devient plus appuyée, plus construite et radicale. Enfin, le livre se révèle ouvertement dans son dernier tiers comme un roman sur la quête de soi. L’affranchissement des conditionnements idéologiques et sociaux est nécessaire, mais n’est qu’un préalable. Selon l’auteur, le grand secret se trouve ailleurs, dans une délivrance qui est toute intérieure.
Les romans de Philippe Ségur sont traduits, selon les titres, en Allemand, Espagnol, Portugais, Grec, Polonais, Slovaque et Coréen.

### Romans policiers
Philippe Ségur est l’auteur de quatre romans policiers sous le pseudonyme de A. W. Rosto : Les yeux éclatés (2006), Le Souffle au cœur (2007), Ténèbres et sang (2008) et Noir est mon double (2014).

### Nouvelles
- "Le cas Christian", nouvelle parue dans un ouvrage collectif (Des Nouvelles de La Fontaine, Gallimard, 2007).
- "Le téléphone pleure", nouvelle sur la mort de Claude François publiée dans un ouvrage collectif (Complots capitaux, dirigé par Olivier Delcroix, Le Cherche-Midi, 2008). L'auteur y campe un Claude François "mélancolique et étrangement héroïque face à une mort programmée par la mafia", mort accidentelle qu’il s’efforce de mettre en scène pour échapper à ses dangereux créanciers, mais dont on ne sait pas si elle ne l’a pas réellement surpris[37].
- "Score 37", nouvelle parue dans le livre photographique Vivre de Jean-Luc Aribaud (Corridor Éléphant Éditions, 2017). Elle a servi de matière première au premier chapitre du "manuscrit de Peter Seurg" dans le roman Le Chien Rouge (2018).

### Poésie
Messal (Noir et Blanc éditions, 2007).

### Essais
Le pouvoir et le temps (1996) et Le pouvoir monstrueux (2010).

## Filiation littéraire, style et thématique

### Influences
Ségur revendique l’influence de John Fante, de Knut Hamsun, de Dostoïevski et surtout de Hermann Hesse. À propos de ce dernier, il avoue que c’est la crainte de ne pouvoir se mesurer à lui qui l’a longtemps retenu de proposer un roman à la publication. Le nom du chien Knult, figure centrale de son premier roman, est ainsi un clin d’œil au Knulp de Hermann Hesse. Ségur fera même de son roman autobiographique Le Chien Rouge (2018) un hommage au Loup des Steppes. Il y multiplie les allusions, les références, en démarque la composition et raconte, notamment dans le prologue, un certain nombre de coïncidences supposées entre la vie de Hesse et la sienne.

### Style
"Construits sur des propositions philosophiques paradoxales et des figures psychologiques contrastées", les romans de Philippe Ségur trouvent leur force dans "la singularité et la charge paroxystique de l’argument". Ségur passe aisément de la nostalgie poétique à l’hyperbole ou à la formule tranchante, "un exercice de précision que j’aime bien", déclare-t-il. Son style se caractérise ainsi par un contraste entre une forme souvent tendue et contrôlée et des phases explosives, alternance détonante qui a pu évoquer une "littérature grunge". "Il y a une sorte de contraste entre mon goût pour la forme et quelque chose d’implosif dans ma façon d’écrire", reconnaît-il.

### Thèmes
Ses personnages sont régulièrement des êtres en révolte, en rupture ou en contradiction avec la société, leur milieu professionnel et leur entourage. Des romans comme Le Rêve de l’homme lucide ou Le Chien Rouge développent une critique politique et sociale virulente qui rapproche Ségur de l’anarchisme et, bien qu’il se défende d’adhérer à une religion, d’un christianisme révolutionnaire et social. Ce contraste entre le respect des conventions et la volonté de les faire imploser dans une recherche intense de liberté a fait dire à Christian Authier dans son Dictionnaire chic de la littérature française que Philippe Ségur est "une manière d’anarchiste qui traverse dans les clous". De fait, son essai sur Le Pouvoir monstrueux (2010) paraît corroborer cette formule. Ségur y décrit le pouvoir politique comme un système de domination et d’extorsion de la liberté individuelle de décider, n’ayant d’autre finalité que lui-même et attaché avant toute chose à se perpétuer.
Sa pensée se sépare néanmoins de l’anarchisme lorsqu’elle reconnaît derrière le chaos et la domination un ordre universel, permanent et immuable qui relève de l’espace intérieur. Il n’y a donc pas pour lui de solution politique, mais seulement une issue individuelle qui est une quête d’identité et une quête de lucidité toujours exigeante et quelquefois dangereuse. L’écriture est un chemin d’accès à cette liberté spirituelle, car elle se conçoit comme "une activité de connaissance : connaissance de soi et connaissance des autres" ainsi que comme une seconde vie ou plutôt "une manière d’en vivre plusieurs à la fois". Malgré une critique acerbe de la psychanalyse dans Le Rêve de l’homme lucide, Ségur reconnaît mener un travail fructueux avec son inconscient avec lequel il entretient, grâce à l’écriture, un véritable dialogue,. Il affirme néanmoins que l’essentiel, dans les livres ou ailleurs, ne peut être dit. À la question "que préférez-vous taire ?", il répond : "Les expériences spirituelles vraiment profondes. En parler les démonétise, car le fait de les évoquer met en cause leur valeur essentielle qui est précisément de mettre fin à l’état de nécessité. Dès que je parle, je montre. Or, pourquoi montrer si je suis ?".
De façon générale, ses romans explorent le thème de la dualité, du dédoublement du réel et de la quête d’identité, entre la réalité et les mirages que fabrique l’esprit, ce qui lui permet de dire que "le réel est quelque chose d’assez illusoire". On retrouve ici l’influence de la philosophie hindouiste de l’advaïta vedanta ou non-dualité, selon laquelle le réel est le monde de la dualité tout en n’étant qu’une manifestation de l’Un-Sans-Second. Philippe Segur cite également le sociologue et musicologue Theodor Adorno et le romancier de science-fiction Philip K.Dick comme influences qui l'ont poussé à remettre en cause le réel. Compte tenu de cette défiance envers l’expérience intelligible et sensible, Ségur se réclame davantage de la fiction autobiographique que de l’autobiographie stricte, car l’important à ses yeux est de bien choisir sa sincérité. "Il y a mille façons de dire la vérité, déclare-t-il, puisqu’il n’existe qu’une façon de mentir : c’est de prendre la parole". Il ajoute : "Il n’y a pas de vérité communicable, mais il peut y avoir une démarche authentique, une volonté d’être véridique. Tout dépend de la qualité de l’intention".

### Romans
- Métaphysique du Chien, Buchet-Chastel, 2002
- Autoportrait à l'ouvre-boîte, Buchet-Chastel, 2003
- Poétique de l'égorgeur, Buchet-Chastel, 2004
- Seulement l'amour, Buchet-Chastel, 2006
- Écrivain (en 10 leçons), Buchet-Chastel, 2007
- Vacance au pays perdu, Buchet-Chastel, 2008 - Prix des Libraires de Nancy - Le Point en 2008[44]
- Le pouvoir monstrueux, Buchet-Chastel, 2010
- Le rêve de l'homme lucide, Buchet-Chastel, 2012
- Extermination des cloportes, Buchet-Chastel, 2017
- Le chien rouge, Buchet-Chastel, 2018

### Romans policiers
- Les yeux éclatés, Buchet-Chastel, 2006.
- Le Souffle au cœur, Buchet-Chastel, 2007.
- Ténèbres et sang, Buchet-Chastel, 2008.
- Noir est mon double, Belfond, 2014

### Poésie
- Messal, Noir & Blanc éditions, 2007.

### Essais
- Le pouvoir monstrueux, Buchet-Chastel, 2010.
- Le pouvoir et le temps, Albin Michel, Question de, 1996.

## Sur l'œuvre de Philippe Ségur
R. M. M. Hassan, Le fantastique dans les romans de Philippe Ségur, Le Caire, 2009.

## Récompenses
Métaphysique du Chien,
- Prix Renaudot des Lycéens, 2002
- Prix Edmée de la Rochefoucauld, 2002
- Prix du Rotary International
- Bourse Poncetton de la SGDL

Poétique de l'égorgeur
- Prix Ronsard
- Prix Helbéa
- Prix France Bleu Berry